# Hecateu de Mileto

mapa-múndi na concepção de Hecateu

Hecateu de Mileto (Mileto, ca. 550 a.C. — ca. 480 a.C.) foi um logógrafo, geógrafo, mitógrafo, e viajante grego. viajou pelo Império Aquemênida (Anatólia, Pérsia, Mesopotâmia e Egito) e escreveu um livro sobre o Egito e Ásia que não sobreviveu. Continuou o trabalho, começado por Anaximandro, de desenhar um mapa do mundo.

## Biografia
Hecateu nasceu ca. 550 a.C. em Mileto, então parte da satrapia da Lídia do Império Aquemênida, e era filho de Hegesandro. Por vários anos viajou extensivamente pela Europa, Oriente Médio e Egito antes de retornar a sua cidade natal, onde ocupou posição de proeminência. Quando Aristágoras reuniu uma assembleia para organizar a Revolta Jônica (500–494), tentou dissuadir em vão seus compatriotas. No decorrer da peleja, quando os jônios estavam perdendo a guerra, Hecateu propôs a construção duma frota (a ser construída com o tesouro do templo de Apolo) para obter a supremacia marítima, uma vez que a batalha por terra era inviável. Em 494 a.C., quando Mileto foi incendiada, Hecateu estava entre os embaixadores enviados para pedir a paz ao sátrapa Artafernes, a quem persuadiu para restaurar a constituição das cidades jônias.

## Obras
Hecateu aprimorou o mapa do mundo de Anaximandro, que concebeu como um disco plano circundado pelo rio Oceano, e escreveu a obra pioneira Periégese (lit. "Viagem em torno do Mundo"), dividida nos livros "Europa" e "Ásia" (que incluía a África). O Periégese dá informações sobre lugares e povos que viu em suas viagens, em sentido horário, do estreito de Gibraltar e o fim da costa atlântica do Marrocos à Cítia, Pérsia, Índia, Egito e Núbia. Sobreviveu em fragmentos, que totalizam mais de 300, muitos deles meras citações de Estêvão, o Bizantino.
Hecateu ainda escreveu a obra Genealogias, que consiste na descrição sistemática das tradições e mitologia dos gregos em quatro livros que sobreviveram em só 40 fragmentos. Foi provavelmente o primeiro a tentar uma história séria da prosa e a empregar um método crítico para distinguir o mito do fato histórico, embora aceite Homero e os outros poetas como confiáveis. Heródoto, embora pelo menos uma vez controverta suas declarações, está em débito com Hecateu não apenas pelos fatos, mas também em relação ao método e ao esquema geral. Esta obra teve importante impacto na tradição clássica.